# Euphorbia baueri
Euphorbia baueri är en törelväxtart som beskrevs av Georg George Engelmann och Pierre Edmond Boissier. Euphorbia baueri ingår i släktet törlar, och familjen törelväxter.
Artens utbredningsområde är Western Australia. Inga underarter finns listade i Catalogue of Life.